# 2014年3月香港暴雨
2014年3月香港暴雨是指香港於2014年3月末出現的惡劣天氣。受到徘徊在廣東沿岸的低壓槽及冷暖氣團交匯影響，香港在2014年3月29至31日出現連場暴雨和惡劣天氣。暴雨警告信號連續3日發出。其中3月30日晚上的豪雨導致香港天文台發出有紀錄最早的紅色和黑色暴雨警告信號、山泥傾瀉警告及新界北部水浸特別報告，新界西及九龍中部等多處地區更同時受雹暴侵襲。

## 概述
2014年3月末，一道活躍低壓槽持續影響華南，為廣東帶來連場大雨及雹暴等惡劣天氣。2014年3月29日上午，與其相關的一道強烈雷雨帶橫過香港及帶來大雨，香港天文台在上午11時10分發出黃色暴雨警告信號，為2014年首次發出暴雨警告信號。由於大部份地區雨勢不達標，而雨區亦快速掠過，是項警告只維持1小時10分鐘，天文台在下午12時20分取消所有暴雨警告信號。
3月30日下午，與活躍低壓槽相關的暖濕氣團與一股強烈偏東氣流交匯，導致一條猛烈雷雨帶形成，入夜後橫掃香港，帶來傾盆大雨及雹暴。天文台在下午4時45分發出特別天氣提示，表示「一個強雷雨區正橫過珠江口，並會在未來一兩小時開始影響本港」，晚上7時05分更新為「短期內香港廣泛地區可能受大雨影響」。隨著雷雨帶抵達，新界西首當其衝受到暴雨影響，加上一股偏東氣流帶來烈風，天文台晚上7時45分同時發出黃色暴雨警告信號及強烈季候風信號。由於雨帶內有極端猛烈的對流活動發展，香港雨勢急劇增大，並伴隨大量冰雹，天文台在晚上8時15分發出紅色暴雨警告信號、晚上8時20分發出新界北部水浸特別報告，更在晚上8時40分發出黑色暴雨警告信號。在發出紅色及黑色暴雨警告信號前後，香港出現豪雨及廣泛雹暴，天文台在晚上9時15分表示黑色暴雨警告信號將維持至晚上10時，9時55分表示10時半前後考慮改發較低暴雨警告信號。當晚天文台隨即安排新聞發佈會，並解釋豪雨及冰雹原因，為與低壓槽相關的暖濕氣流與一股稍涼的強烈偏東氣流在廣東沿岸一帶匯聚（即氣象學上的「水平輻合」概念），大量水汽激發猛烈對流爆發，終於造成一道伴隨雹暴的猛烈雷雨帶。由於雷雨帶內出現持續且劇烈的對流爆發情況，形成「超級單體」，結果為香港帶來豪雨及廣泛雹暴；雷雨帶過後，天文台在晚上10時半直接改發黃色暴雨警告信號；但在晚上11時50分發出山泥傾瀉警告。另一道強烈颮線在翌日（3月31日）午夜時份橫掃香港，再度為香港帶來大雨，同時香港普遍吹強風至烈風，陣風達暴風程度，流浮山及石崗更分別錄得每小時135及127公里的颶風程度陣風。
天文台在2014年3月31日凌晨1時50分取消所有暴雨警告信號，但當日早上又有一道雷雨帶影響香港，天文台於早上8時40分再度發出黃色暴雨警告信號，維持3小時，上午11時40分取消；天文台再次在當日早上8時正發出特別天氣提示：「一道低壓槽為廣東沿岸地區帶來雷雨，短期內香港廣泛地區可能受大雨影響，預料高達每小時100公里或以上的陣風繼續吹襲香港，市民應提高警覺。」香港普遍吹強風，陣風間中達烈風程度。渠務署署長鍾錦華在商業電台節目《在晴朗的一天出發》表示，暴雨期間共接獲29宗水浸報告，當中3處較嚴重，分別是九龍塘又一城、黃大仙龍翔道新光中心及荃灣青山公路翠豐台對開。又指是次暴雨屬200年一遇，水浸是基於渠面積聚垃圾而阻塞，未及疏導突然其來的大量雨水。他又強調這與排水系統的排洪能力並無關係，有關部門在清除渠口之垃圾後，已改善水浸狀況。但渠務署所指200年一遇說法被指與天文台紀錄不符，因為2013年5月22日豪雨期間，西貢一小時內錄得150毫米雨量，高於是次豪雨中元朗一小時內錄得的107毫米雨量。

## 紀錄

### 氣象紀錄
- 26年來第3次在3月份落雹。
- 1998年有紀錄起計，首次於黑色暴雨警告信號生效期間落雹。
- 連續兩年出現落雹天氣（2013年-2014年）。
- 在3月30日晚上9時至10時期間，天文台總部錄得的最高每小時雨量為56毫米，是天文台總部有紀錄以來3月份最高整點每小時雨量。[3]
- 3月30日天文台總部錄得日雨量為103.1毫米，為有紀錄以來第四高；亦為2002年3月23日後，12年以來首次3月份日雨量超過100毫米。
  - 屯門和沙田等地雨量更超過150毫米[3]。
- 在晚上7時45分至8時45分期間，元朗雨量達到107毫米，為這次豪雨中全港最高每小時雨量；同時，屯門及黃大仙亦分別錄得103及100毫米雨量[4]。

### 信號紀錄
- 最早紅色暴雨警告信號（2014年3月30日晚上8時15分），打破2000年4月3日午夜12時正之紀錄。
- 最早黑色暴雨警告信號（2014年3月30日晚上8時40分），打破2008年4月19日晚上7時15分之紀錄。
- 最早山泥傾瀉警告（2014年3月30日晚上11時50分），打破2000年4月3日晚上8時15分之紀錄。
- 最早新界北部水浸特別報告（2014年3月30日晚上8時20分），打破2000年4月2日晚上11時10分之紀錄。
- 首次於3月發出上述4項警告[3]。
- 繼2012年強颱風韋森特襲港後，近2年以來首次有5個天氣警告同時生效（暴雨警告信號、山泥傾瀉警告、新界北部水浸特別報告、雷暴警告及強烈季候風信號）
  - 此亦是繼2005年8月20日後，接近9年以來首次非熱帶氣旋襲港的情況下，同時發出5項警告。
- 繼2010年7月22日後，近4年以來首次於1小時內發出所有暴雨警告信號。
- 自1997至2001年以來，首次連續2年發出最高暴雨警告信號（2013年－2014年）。

## 廣泛雹暴
3月30日晚上的豪雨期間，香港多處受到雹暴侵襲，主要集中在新界和九龍中部地區，包括元朗、屯門、小欖、深井、荃灣、葵涌、青衣、荔景、沙田、深水埗、九龍塘和黃大仙，甚至在香港島西灣河亦有冰雹報告。冰雹直徑主要介乎2至3厘米，小如黃豆，亦有大如高爾夫球之大小，持續5至10分鐘。
有市民上載一張「冰雹」照片，圖內「冰雹」大如手掌。圖片隨即在網上瘋傳。天文台高級科學主任宋文娟接受商業電台《在晴朗的一天出發》訪問，認為該照片內的巨型冰塊並非真正冰雹，因為圖中的冰是呈方形，但真正的冰雹經過持續摩擦，應該呈球體狀。她表示，冰雹是強烈對流活動下出現的天氣現象，強烈對流位置或強度稍有偏差，冰雹便不會出現，因此難以預測。她又指，天文台紀錄中，體積最大冰雹的直徑達到10厘米，年份為1981年。
受到這場雹暴影響，每當雷達圖上出現極端猛烈對流（以紫色回波表示，代表每小時雨量超過300毫米），並有機會影響香港時，天文台均會發出「特別天氣提示」，表示預料香港可能受冰雹影響。此「特別天氣提示」在2014年3月31日至4月3日均有發出，而4月2日晚上元朗、上水等新界北部地區再次下雹。事隔超過4個月，同年8月1日黃昏，酷熱天氣引發猛烈對流，深圳有冰雹報告，香港天文台再度以「特別天氣提示」警告冰雹來襲。

## 各區情況

### 九龍塘
九龍塘是這次豪雨的其中一個重災區，其中又一城、港鐵九龍塘站及香港城市大學均發生嚴重水浸和滲水的情況。
又一城商場天花的排水管道嚴重損毀，導致大量雨水湧入假天花之中，天花板再未能承受重量，有大片天花塌下，雨水亦從不同的缺口湧入商場，造成商場內部出現嚴重水浸，部份扶手電梯受水浸影響暫停使用。商場職員及各商舖發現後以毛巾抹水，但雨水傾盆而下，未能控制情況，不少商店及食肆需要拉閘清除積水，部份商店更索性打烊，營業額損失慘重。L2樓層美食廣場湧入商場的雨水形成瀑布，吸引市民拍照上載至社交網絡，更被戲稱為「水舞間」、「水簾洞」。雨水亦隨即由L2樓層流向各樓層，更湧至位於商場地底的港鐵九龍塘站大堂。初時傳媒及目擊者均以為是天幕玻璃爆裂，但翌日發現天幕完好無缺，經屋宇署及商場方面調查後發現是天台排水管道淤塞導致水渠爆裂。
九龍塘站的大堂及東鐵線月台也有雨水湧入，當中在東鐵綫月台，雨水更瀉下路軌，造成行車路軌水浸，一度要實施單軌雙程行車，行車時間亦因此延長，東鐵線服務一度受阻。

### 屯門
晚上7時45分至8時45分，屯門錄得103毫米雨量紀錄，為豪雨期間全港第二高每小時雨量。屯門時代廣場3樓一幅10呎乘30呎的假天花塌下，天花燈更因滲水仿如「灑水系統」般噴水，經過之市民則爭相走避。

### 屯門公路
豪雨導致屯門公路水浸，進行改善工程而設置的水馬被浸至浮起，導致交通嚴重受阻。另一場暴雨導致同樣情況在2014年3月31日上午9時半左右再次出現，導致交通嚴重擠塞。

### 青山公路
青山公路青龍頭段出現嚴重水浸，交通癱瘓，多輛的士被浸至拋錨；同時，青山公路荃灣段亦受嚴重水浸影響，有小巴企圖涉水而過，最終失敗並拋錨，引擎更冒煙。

### 葵青
晚上8時半左右，葵涌6號貨櫃碼頭的20多個貨櫃在強風下傾塌，更將一輛途經之貨車壓毀，幸而司機只受輕傷，後自行爬出駕駛座逃生，被送往瑪嘉烈醫院。
有的士乘客上載一段短片，並在網上瘋傳，事源一輛正前往機場的計程車，在途經青馬大橋時，暴風雨來襲使車窗完全看不見外面的情況，的士有如在潛水環境下行駛，車上2名乘客嚇得驚惶尖叫，的士水撥更從中斷開，司機遂停車及報警求助。

### 黃大仙
晚上7時45分至8時45分，黃大仙錄得100毫米雨量紀錄，為豪雨期間全港第三高每小時雨量。豪雨導致龍翔道嚴重水浸，交通癱瘓；同時港鐵黃大仙站E出口有大量雨水傾瀉而下，導致站內水浸。

### 元朗
晚上7時45分至8時45分期間，元朗錄得107毫米雨量，為豪雨期間全港最高每小時雨量，大棠一帶水浸及膝。

### 新界菜田
連場暴雨令新界多個菜田被淹沒，浸死大量菜苗，令農民損失非常慘重，及導致菜價暴升。當中上水燕崗村村民損失超過20萬。

### 香港國際七人欖球賽
在紅色暴雨警告信號下，賽事及頒獎禮不受影響依舊進行至完場；主辦單位趕及在黑色暴雨警告信號發出前散場，但觀眾離開時卻狼狽不堪。

### 機場
位於赤鱲角的香港國際機場有超過200個航班延誤、44個航班取消、9個航班轉飛其他地方。一支由上海前往香港之港龍航空客機因惡劣天氣下改而逼落深圳機場，當中包括無綫電視女藝員陳嘉佳的200多名乘客被滯留於飛機上7個小時，機艙內沒有剩餘糧食、空調亦被關閉，亦因手續問題一直不允許乘客下機，有乘客指責航空公司的安排「離譜」。

### 港鐵
港鐵黃大仙站及九龍塘站出現水浸，東鐵線九龍塘站一段更需要單軌雙程行車；而荃灣線一列由荃灣開往中環之列車為架空路軌，有乘客拍攝到列車車廂頂漏水，鐵路公司安排乘客於荔景站轉車，並將肇事列車送返車廠作詳細檢查。港鐵指相信因大雨經冷氣入風位吹入車廂，排水系統無法將之排出有關。部份露天行駛的行車路線出現列車車頂漏水情況。

## 鄰近地區情況
廣東北部和中東部、廣西中北部、湖南南部、江西中南部、福建西部、台灣南部、貴州東部、重慶南部等地有大雨或甚暴雨。當中的廣東西北部、廣西東北部，以及中部等地的部份地區還有大暴雨（雨量100至140毫米），部份地方且有短暫的雷雨大風或冰雹等強對流天氣。

## 外部連結
- 二零一四年三月天氣回顧（页面存档备份，存于） 香港天文台